# NGC 5081
NGC 5081 (другие обозначения — UGC 8366, MCG 5-31-174, ZWG 160.192, ZWG 161.10, KARA 581, PGC 46427) — спиральная галактика с перемычкой (SBb) в созвездии Волосы Вероники.
Галактика считается типичным примером класса SA(r)b и в таком виде включена в The de Vaucouleurs Atlas of Galaxies.
Поскольку галактика видна в созвездии Волосы Вероники, то ее оказалось возможным использовать для оценки расстояния до Скопления Волос Вероники с помощью зависимости Талли — Фишера построенной на выборке из 11 галактик, видных в скоплении.
Этот объект входит в число перечисленных в оригинальной редакции «Нового общего каталога».